# 트루아리비에르 아타크
트루아리비에르 아타크(Trois-Rivières Attak)는 캐나다 퀘벡주 트루아리비에르의 프로축구단이다. 당초 USL 프리미어 디벨로프먼트 리그에 참가하려 하였으나 프로팀인 탓에 취소되고 현재는 캐나다 사커 리그에 참가하고 있다.